# Parafia Wszystkich Świętych w Brusach
Parafia Wszystkich Świętych w Brusach – rzymskokatolicka parafia w mieście Brusy. Należy do dekanatu Brusy diecezji pelplińskiej. Powołana w 1340 roku. Obsługiwana jest przez księży diecezjalnych. Mieści się przy ulicy Kościelnej. Swoim zasięgiem obejmuje miejscowości: Antoniewo, Asmus, Czarniż, Czarnowo, Czapiewice, Czernica, Czyczkowy, Dąbrówka, Małe Gliśno, Małe Chełmy, Męcikał, Młynek, Lubnia, Wielkie Chełmy, Zalesie, Żabno.
W 1927 roku proboszczem był Bernard Grüning, odznaczony Srebrnym Krzyżem Zasługi za pracę narodową i społeczną.
Obecnie proboszczem parafii jest ks. Jan Flaczyński.